# 1314

## Събития
- 23/24 юни – Битка при Банокбърн, при която шотландският крал Робърт Брус, побеждава Едуард II и извоюва независимостта на Шотландия.

## Починали
- 18 март – Жак дьо Моле,
- 29 ноември – Филип IV, Крал на Франция